# Sơn Nam (xã)
Sơn Nam là một xã thuộc huyện Sơn Dương, tỉnh Tuyên Quang.

## Vị trí địa lý
Xã Sơn Nam nằm ở phía Nam của huyện Sơn Dương. Phía Bắc giáp xã Tuân Lộ, phía Đông giáp xã Thiện Kế, phía Tây giáp xã Đại Phú huyện Sơn Dương và phía Nam giáp xã Lập Thạch, huyện Lập Thạch, tỉnh Vĩnh Phúc.

## Giao thông
Xã Sơn Nam có quốc lộ 2C và trục đường ĐT 186 Sơn Nam đi Kim Xuyên chạy qua trung tâm xã.

## Dân số và diện tích
Xã Sơn Nam có tổng diện tích đất tự nhiên là 2.025,6 ha, tổng số hộ là 2.424 hộ và số khẩu là  9.305 khẩu, có 06 dân tộc sinh sống từ lâu đời. Trong đó: Dân tộc Sán Dìu chiếm 40,5 %, dân tộc Kinh chiếm 53%, dân tộc khác chiếm 6,5%.